# Понедельник утром
«Понеде́льник у́тром» (англ. Monday Mornings) — американский драматический телесериал, основанный на одноимённом романе Санджая Гупты, который вышел на канале TNT в 2013 году. Канал заказал съемки пилотного эпизода в конце 2011 года, а в мае 2012 года утвердил пилот и заказал съемки первого сезона из десяти эпизодов для трансляции в 2013 году. Премьера состоялась 4 февраля 2013 года, сразу после сериала «Даллас».
Сериал получил смешанные отзывы от ведущих телевизионных критиков и оказался провальным с точки зрения рейтингов. Пилотный эпизод привлек 1,34 млн зрителей, и лишь 386 тысяч было в демографической категории 18-49, что сделало шоу самой низкорейтинговой программой канала. Канал закрыл шоу в мае 2013 года.

## Сюжет
В центре сюжета находится жизнь и работа пяти врачей в вымышленной больнице общего типа в Портленде, штат Орегон.

## Актёры и персонажи
- Джейми Бамбер — Тайлер Уилсон
- Дженнифер Финниган — Тина Риджвей
- Альфред Молина — Хардинг Хутен
- Винг Рэймс — Хорхе Вильянуэва
- Билл Ирвин — Бак Тирни
- Сараю Рао — Сидни Напур
- Кеонг Сим — Санг Парк
- Эмили Суоллоу — Мишель Робидо